# Сардская митрополия
Са́рдская митрополия (греч. Ιερά Μητρόπολη Σάρδεων) — одна из древнейших епархий Константинопольской православной церкви с центром в городе Сарды (в 7 км от современного города Салихлы в Турции). Архиереи, титулованные по данной кафедре, носят титул «Митрополит Сардиский, ипертим и экзарх всей Лидии».

## История
Сардийская раннехристианская церковь фигурирует в Откровении Иоанна Богослова как одна из семи церквей Апокалипсиса. Согласно Минологию, Климент, ученик апостола Павла и один из апостолов от семидесяти. Мало что известно о древнем Сардской епископии, за исключением имён святого Мелитона, современника Марка Аврелия, жившего во втором веке и которого некоторые источники называют вторым епископом Сардским, ссылаясь на невероятность семидесяти лет в пребывания епископском сане, что делает его преемником «Ангела Сардийской церкви», упомянутого в Новом Завете (Откр 3:1-3), в то время как другие источники считают самого Мелита «апостолом» или «ангелом Сардийской церкви».
После того как Диоклетиан реорганизовал регион в 295 году, Сарды стали столицей провинции Лидия. Сардская епископия Константинопольской православной церкви была учреждена в 325 году в соподчинении Эфесской митрополии. В 359 году созванный в Аримине собор низложил епископа Сардийского Хортасия в 359 году за то, что он был рукоположен без вмешательства Лидийского митрополита. В 451 году епископия приобрела статус митрополии в составе Константинпольского патриархата. В VII веке Сардская митрополия включала в себя 26 епископий, а в X веке — 27 епископий.
Существует только одно известное эпиграфическое упоминание о Сардском престоле, датируемая V или VI веком. Оползень 1959 года выявил несколько церковных артефактов и Трон, который, как предположили археологи, мог быть использован епископами Сардскими. Первое системное исследование руин в Сардах было проведено в 1910 году экспедицией Принстонского университета. Раскопки 1912 года выявили небольшую «церковь М», содержащую монеты, датированные V веком, и апсиду, нависающую над одним из самых ранних известных христианских алтарей, рядом с северо-восточным углом храма Артемиды.
Арабы разграбили Сарды в 716 году, но город оставался частью Византийской империи вплоть до окончания битвы при Манцикерте в 1071 году. Митрополит Сардский Евфимий был замучен в 824 году за своё противодействие иконоборчеству.
Митрополит Сарды, который когда-то занимал шестое место по старшинству в Восточной Церкви, продолжал занимать этот пост до XIII века, еще долго после того, как Сарды сократились до деревни, которая больше не была региональным центром власти.
В 1118 году византийский полководец Филокал отбил Сарды у Сельджукского султаната Рома. Епископ Сардский Андроник около 1283 года, предпринял несколько попыток воссоединения Востока и Запада. Турки-османы захватили Сарды в 1306 году.
В 1369 году центр митрополии был перемещён в Филадельфию, что означало, что теперь Сардская епископия, ставшая титулярной, находится в подчинении у Филадельфийской митрополии. Сарды были разрушены Тимуром в 1402 году. Титулярный митрополит Сардинский Дионисий участвовал в Флорентийском соборе 1438 года, но умер до его завершения и поэтому не был подписал его решений.
В результате второй греко-турецкой войны и обмена населением, к 1923 году на территории епархии не осталось православного греческого населения.
13 марта 1924 года деятельность митрополии была восстановлена и граничила при этом с Филадельфийской митрополией на севере и с Гелиопольской митрополией а на юге. С 18 марта 1924 года по 9 ноября 1943 года Сардские митрополиты управляли Писидийской митрополией и носили титул "Сардский и Писидийский". 

## Епископы
- Ферапонт (упом. 259)
- Евфимий (784 — 26 декабря 831)
- Иоанн
- Петр (упом. 835)
- Евфимий (X век)
- Никифор Хрисоверг (1204 — после 1213)
- Андроник[англ.] (ок. 1283—1315)
- Дионисий (упом. 1438)
- Нектарий (Фомаидис) (Νεκτάριος Θωμαΐδης; 1792 — †12 июня 1831)
- Мелетий Сардийский (уп. 1836 и 1840)
- Михаил (Клеовулос) (15 июля 1901 — 23 февраля 1918)
- Герман (Афанасиадис) (16 марта 1924 — 4 марта 1945)
- Максим (Цаусис) (16 июня 1946 — 30 декабря 1986)
- Евангел (Курунис) (с 8 октября 2020)